# Tabanus subviolaceus
Tabanus subviolaceus är en tvåvingeart som beskrevs av David Fairchild 1961. Tabanus subviolaceus ingår i släktet Tabanus och familjen bromsar. Inga underarter finns listade i Catalogue of Life.